# MTV (Brasil)
MTV es un canal de televisión por suscripción brasileño de origen estadounidense, operado por Paramount Networks Americas y propiedad de Paramount Skydance Corporation. Fue lanzado al aire el 1 de octubre de 2013, a las 21:30, con la transmisión del programa Colectivation, y surgió tras la devolución de la marca MTV por el Grupo Abril, que la mantuvo en el aire en señal abierta en el país por más de 20 años a través de MTV Brasil.
Entre las versiones internacionales de MTV en el mundo que tiene mayor producción local, el canal se queda en la segunda posición, perdiendo sólo para su matriz en Estados Unidos. Su señal en 2014 alcanzó cerca de 12,6 millones de suscriptores.

## Historia
MTV surgió en Brasil tras una asociación firmada entre su poseedora, la norteamericana Viacom con el grupo de comunicación brasileño Abril. MTV Brasil fue lanzado al aire el 20 de octubre de 1990, fue la tercera versión de MTV a ser lanzada en el mundo y durante más de 20 años fue transmitida por señal abierta en el país. En 2009, Abril adquirió parte de las acciones de MTV Brasil pertenecientes a Viacom, pasando a ser la propietaria de los derechos de la marca, y modificando los programas con el enfoque para el humor. Su licenciamiento pasó a ser hecho entonces a través de una renovación periódica del acuerdo; el último preveía que ella continuaría en manos de Abril hasta 2018. A partir de 2010, sin embargo, el canal pasó a enfrentar serios problemas financieros, que se agravaron en 2011. A principios de 2012, comenzó a circular en la prensa brasileña rumores acerca del cierre del canal, que finalmente se concretó a finales de julio de 2013, cuando Viacom International Media Networks The Americas (VIMN The Americas) anunció que asumirá la marca MTV en Brasil. Desde octubre de 2013 el canal abandona la denominación "Brasil", pasando a llamarse sólo MTV, así como a otras filiales del canal.
El Grupo Abril, que estuvo de acuerdo en devolver a la marca como parte de un proceso de reestructuración de sus operaciones, mantuvo su red de radiodifusión y la cesión de la señal UHF que usaba para transmitir su canal. Al anunciar el inicio de sus operaciones, la empresa revela la intención de alcanzar el 75% de los abonados de televisión por suscripción, lo que representa un alcance mayor que la cobertura de Abril. Asimismo, anunció que planea producir más de 350 horas de contenido nacional hasta diciembre de 2014, con versiones brasileñas de programas como MTV World Stage, Guy Code y Pranked, además de los programas diarios, series, deportes extremos y telerrealidad. Nadie del elenco o de la producción del antiguo canal fue buscado por Viacom para participar en el proceso de reestructuración de MTV.
El 14 de septiembre de 2013, MTV lanzó la campaña de lanzamiento, llamada "MTV Ask Mama", en la que la Mãe Diná intenta predecir el futuro del canal. A las llamadas fueron transmitidas por MTV Brasil.
El 17 de septiembre de 2013, fue confirmado por el director de programación de la antigua MTV Zico Góes, que todo el archivo de la programación del canal se quedaría con Viacom. Se compone de 33 mil cintas del tipo betacam, y sólo el 10% del contenido está presente en formato digital. No fue divulgado como este archivo está siendo aprovechado por la nueva MTV, pero es un material raro que contiene, por ejemplo, la primera entrevista con Marcelo Bonfá y Dado Villa-Lobos tras la muerte de Renato Russo.
El 24 de septiembre de 2013, hubo una rueda de prensa para anunciar la programación de estreno del canal. Los programas nacionales divulgados fueron la revista electrónica Coletivation, presentada por el cantante Fiuk y el humorista Patrick Maia en el que actualmente está cancelado, el reality show de Papito in Love, protagonizado por el cantante Supla, y la animación Familia do Zaralho, doblada por Felipe Xavier. MTV Sports, anteriormente emitido por la antigua MTV, permaneció en el aire con sus respectivos presentadores. Entre las atracciones internacionales están South Park, MTV World Stage, Pranked, Ridiculousness, Awkward., Catfish e The Vampire Diaries. La pista de videoclips del canal es interactiva y no posee presentadores, jubilando la función del VJ.

Esa MTV no tiene prejuicios. La gente representa la cultura pop en Brasil y en el mundo, no tiene restricción. Es una versión muy contemporánea y muy brasileña de MTV.
Thiago Worcman.

Un minuto después de la última transmisión de MTV Brasil a las 23h59 la señal de la nueva MTV fue abierta con el logotipo de la emisora y con el horario que comenzaba las transmisiones. Después, la imagen fue cambiada por un promocional con Mãe Dináh puliendo sus uñas. A punto de debutar ocurrió una cuenta atrás y en el estreno tuvo un compacto con las atracciones que serían transmitidas en el canal. El primer programa en ser emitido fue Coletivation.
El 17 de marzo de 2014 estrenó la serie The Originals, serie derivada de The Vampire Diaries, así como uno de los «destaques» de la programación de la emisora en 2014 con temporadas exclusivas en el país.
El 20 de febrero de 2024, MTV pasó a ser una señal manejada desde Europa, cambiando parte de sus gráficas, al igual que los banners en medio de los programas. El cambio ocurrió a las 6:00am Brasil al empezar "Tudão MTV".

## Programación
| Series bajo la producción de MTV Brasil - Adoptada - Are You the One? Brasil - Batalha de Quiosques - Cabelo Pantene - O Reality - Catfish Brasil - Coletivation - Copa del Caos - Ex on the Beach Brasil - MTV Match! - Móv3l - MTV Elektronique - MTV Sports Apresenta: Deco e Lucas na Rota Explosiva - Música.doc - Papito in Love - Perrengue - Pocket MTV - Ridículos - Rio Shore | Series bajo la producción de MTV Networks (Internacional) - Acapulco Shore - America's Best Dance Crew - Are You the One? - Are You The One? El Match Perfecto - Awkward - Beavis and Butt-Head - Brothers Green: EATS! - Car Crash Couples - Catfish - Ex on the Beach - Faking It - Friend Zone - La Familia del Barrio - Geordie Shore - Generation Cryo - Girl Code - Grossbusters - House of Food - I Used To Be Fat - Jackass - Jersey Shore - Judge Geordie - Just Tattoo of Us - Kesha: My Crazy Beautiful Life - MTV's Bugging Out - MTV Suspect - MTV World Stage - No Cameras Allowed - Pranked - Real World: Ex-Plosion - Ridiculousness - Say It in Song - Scandalicious - Sleeping With the Family - Single AF - Snooki & JWoww - Super Shore - Teen Mom - Teen Mom UK - Teen Mom 2 - Territorio Virgen - The Ex and The Why - The Inbetweeners - The Ride - Time's Up - Vacaciones con los Abuelos - Young & Married |

| Series producidas por televisoras bajo el dominio de Paramount - Guy Code - Hollywood Heights - Lip Sync Battle - South Park | Otras - Dawson's Creek - Gilmore Girls - Smallville - The 100 - The O. C. - The Originals - The Tomorrow People - The Vampire Diaries |

| Pistas - Tudão MTV - Naninha MTV - MTV Acordaê - MTV Hits - MTV Top 20 - MTV World Stage | Musicales extintos - MTV Guru Master - MTV Wake Up Hits - Playlist MTV - Video Love | Bloques - Cover of the Month - Mini Apresenta - MTV Movies - MTV News - MTV Push - #PrestAtenção - #TapaNoBode - RapSoulFunk - MTV Apresenta - Modo Mareu - MTV BUMP |

| Premiaciones - MTV Europe Music Awards (EMA) - MTV Millennial Awards (Brasil) (MIAW) - MTV Movie & TV Awards - MTV Video Music Awards (VMA) |

## Presentadores
Desde enero de 2023, no hay presentadores en los programas de MTV, seguindo el concepto de MTV Global. Spartakus Santiago fue lo último presentador durante MTV Hits. Actualmente, solo hay presentadores en determinados realities o programas de comportamiento.
| Actuales - Leo David (2023 - actualmente) - Valentina Bandeira (2023) | Antiguos - Ana Flávia Bastos (2015) - Becca Pires (2018-20) - Bia Coelho (2020-22) - Bruna Louise (2021) - Caio Castro (2018) - Cauê Moura (2017) - Ciro Sales (2016-18) - Deco Neves (2013-14) - Eléa Mercurio (2014) - Ellen Milgrau - Erick Krominski (2023) - Felipe Titto (2015-17) - Fernanda Pineda (2022) - Fiuk (2013) - Gabi Lopes (2021) - Gabi Prado (2019–20) - Grag Queen (2023) - Gui Araújo (2019-21) - Hugo Gloss (2016-17) - Ingrid Ohara (2021–2022) - José Trassi (2015) - Kéfera Buchmann (2014) - Laurent F (2015) - Leo Picon (2019-2020) - Lipe Ribeiro (2021-22) - Lucas Maciel (2019) - Lucas Stegmann (2013-14) - Luitha Miraglia (2015-17) - Maria Eugênia Suconic (2014-18, 19, 20-21) - Mariana Nery (2019-2021) - Matheus Mazzafera (2020) - Mayara Lepre (2013-14) - Michelli Provensi (2015, 2017-19) - Olavo Junqueira (2019-2021) - Patrick Maia (2013-14) - Paulo Chun (2013-15) - Primo Preto (2015) - Raphael Dumaresq (2022) - Ricardo Gadelha (2016-18) - Spartakus Santiago (2021-2022) - Ste Viegas (2020) - Talita Alves (2013-14) |

## Identificación Visual
En 2013, los vídeos musicales se presentaron con el mismo estándar que MTV bajo la dirección anterior: canción, artista, álbum y director, junto con un "Ahora" en la esquina superior derecha. Esta información fue mostrada en una barra morada con letras en celeste (canción, álbum y director) y en blanco (artista). A diferencia de MTV Latino, en 2015 se mantuvo el mismo diseño sencillo e informativo. El diseño aplicado en Latinoamérica ocupó casi toda la pantalla con solo el artista y la canción. En 2017 se aplicaron nuevas gráficas en todas las sedes y con ellas llegó la tradicional gráfica en letras minúsculas y en amarillo y negro, con solo la información: "Ágora", artista y canción. En Brasil, en el verano de 2019, se utilizó el color rosa en la gráfica, volviendo al color tradicional al final de la temporada. Sólo en MTV México se está utilizando la misma gráfica que se usa en Brasil, en MTV Argentina se divide por colores (azul, verde y rosa) para algunos programas, pero también se usa la misma gráfica en amarillo y negro. El 28 de octubre de 2021, el gráfico se cambió a una animación en forma de etiqueta, en rojo, manteniendo las letras minúsculas del artista/canción y desplazándose, como se presenta en MTV Hits. Los MTV de Latinoamérica son los únicos con este look, ya que en Europa se presenta en dos líneas manteniendo el "Agora" (Now), con el nombre del artista en la primera línea y la canción en la segunda.
El 19/02/2024 se realizaron las primeras pruebas de estandarización del feed y nuevos horarios de programación musical, al día siguiente, 20/02, en el inicio de Tudão MTV, los gráficos utilizados en el feed europeo en el video "Houdini", de Dua Lipa. La breve información del programa se mantuvo en la esquina superior izquierda, sin embargo, sin usar las mayúsculas (Ahora/Programa), en los gráficos del video, la información "Ahora" regresa, al lado del nombre del artista, inicialmente, con un breve efecto de transición para nombre de la canción. Al final del vídeo se incorporó "Next", seguido de información sobre el artista y la canción que se mostrará en la secuencia, que se utiliza en el feed europeo.
Algunos vídeos que normalmente se mostraban con información completa pasaron a mostrarse sólo con el apellido del artista y vídeos que carecían de esta información se mostraban completos. El mismo día el feed también se incorporó a las señales Panregionales de Latinoamérica (México y Argentina) y los mismos problemas también se vieron en los créditos del video. La única diferencia que se ve es la información del programa, que está fijada en la esquina superior izquierda.